# Cartela de comprimidos

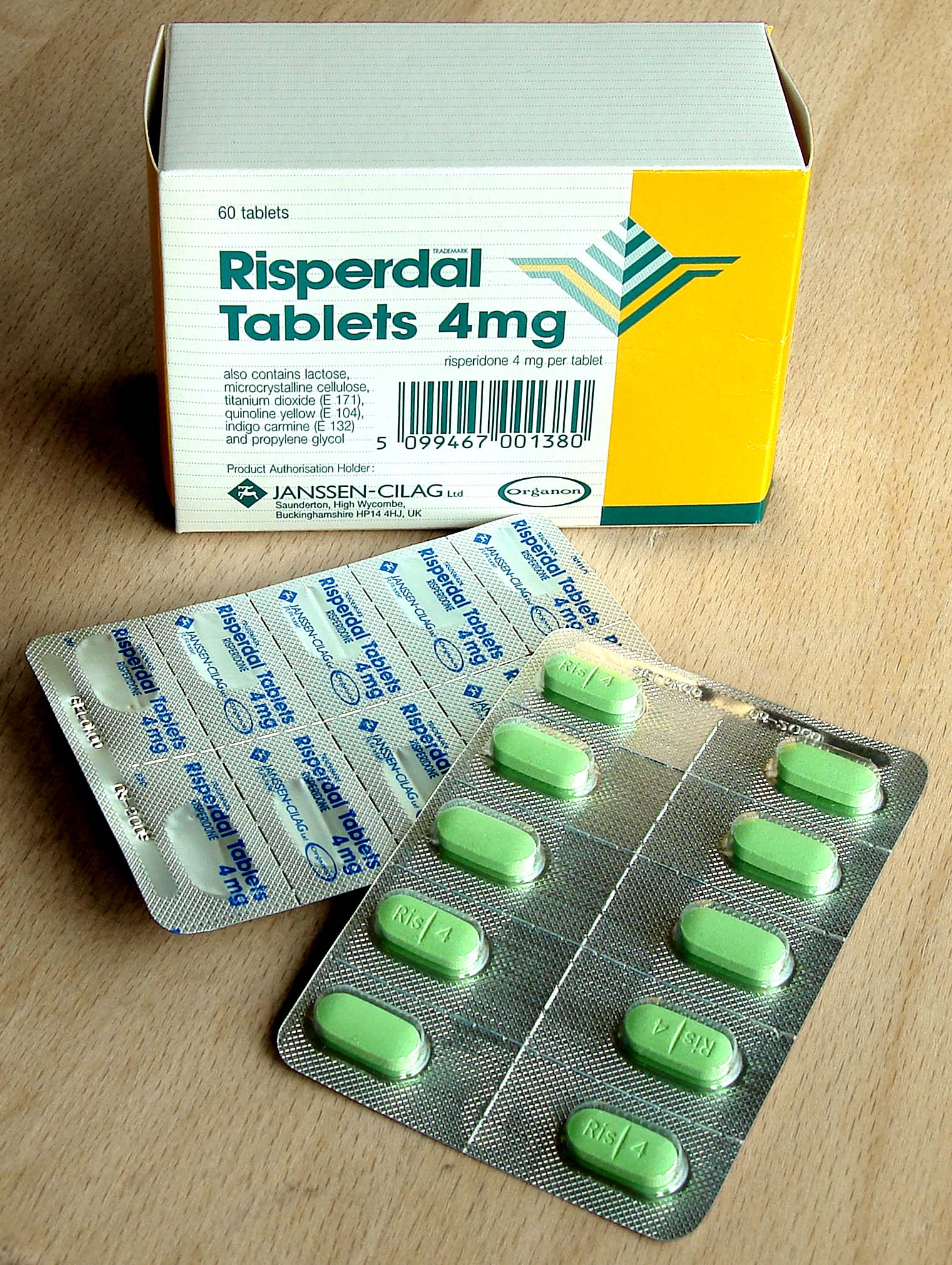
Caixa de medicamento.

Uma cartela de comprimidos  ou blíster(es) é uma embalagem de medicamentos que pode armazenar comprimidos de forma individual e também líquidos (flaconetes).

## Composição
A cartela é basicamente dividida em duas partes:

### Filme de materialplástico
Nela estão contidas as bolhas formadas para acomodação dos comprimidos. Geralmente na espessura entre 0,2mm e 0,8mm.
Os materiais mais usados são: PVC/PVDC e Aclar, que são atóxicos e facilmente termoformados, protegendo o medicamento contra o oxigênio, a umidade e até contra a luz em alguns casos especiais.

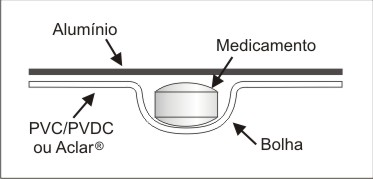
Composição da cartela.

### Folha de alumíniolaminado
É o que cobre e sela o filme das bolhas. Dessa forma todos os comprimidos estão vedados e protegidos até o devido uso. Esse alumínio possui ótimas características de resistência à corrosão, estabilidade e aparência, tornando-o passível de ser codificado e impresso. Juntamente com o PVC, anula completamente a passagem de oxigênio e umidade.

## Dados históricos
No início do século XIX os remédios eram armazenados em vidros, aglomerados em algodão. A primeira cartela foi produzida em torno de 1960 e desde então este sistema é considerado o melhor processo de embalagem individual de comprimidos quanto à saúde pública, já que possuem máquinas automatizadas que asseguram a perfeita adequação de comprimidos e drágeas nas bolhas formadas sem a intervenção humana direta.

## Processo produtivo
Todo o processo produtivo de uma cartela é realizado num complexo de máquinas automatizadas especiais, onde toda intervenção humana é feita somente através de computadores, o que evita qualquer tipo de contaminação através do tato e do ar. Além disso, todos os operadores estão devidamente trajados, e toda conduta operacional obedece a normas como a FDA (Food and Drug Administration), Anvisa (Agência Nacional de Vigilância Sanitária), GMP (Good Manufacturing Practices), ISO 9001 (ver ISO 9000) e ISO 14001.
Todo sistema de formação do filme de PVC, selagem e corte do blister possui um conceito único, porém com uma grande gama de máquinas que por sua vez impõe diversas tecnologias e velocidades de trabalho.

### Formação
O laboratório adquire o filme de PVC (ou qualquer outro material adequado) e a folha de alumínio em forma de bobina que é instalado na máquina.
Uma placa aquecida eletricamente esquenta o PVC em aproximadamente 150°C, tornando-o passível de moldagem e livre de germes.
O PVC quente é posicionado sobre um molde com as cavidades que se deseja moldar, que é submetido a uma placa com sistema de sopro, que empurra o PVC ao mesmo tempo em que o resfria.
Dessa forma o PVC se encontra pronto a ser alimentado pelo produto farmacêutico. Tal alimentação é realizada de diversas maneiras, dependendo do medicamento.

### Selagem
O sistema de selagem é feito depois que todo o medicamento (comprimidos ou líquido) estiver devidamente acomodado nas bolhas previamente moldadas. Assim, o PVC e a folha de alumínio (já impressa numa etapa precedente na própria máquina) se posicionam sobre a estação de selagem, formada por duas placas recartilhadas (sendo uma delas aquecida) que se unem para codificar a cartela e selá-la.
Existem algumas variáveis no processo de selagem. Máquinas modernas selam o alumínio com o PVC através de cilindros ao invés de placas, o que aumentam a produtividade total.

### Corte
O corte é a etapa final da produção dos blísteres, onde um estampo de corte especial é responsável em cortar o blíster na dimensão projetada. Porém não é a etapa final da linha de produção. Após o corte, surge o processo de encartuchamento com inserção da bula, contagem de caixas e separação de lotes, totalmente automatizado.

## Al-Al
Existem medicamentos que requerem uma vedação especial contra luz, umidade e oxigênio. Para tal, existem cartelas que são formadas por duas folhas de alumínio, ou seja, o filme de PVC é substituído por uma folha de alumínio com uma liga especial de nylon e PVC para melhor selagem com o alumínio superior.